# Косарчук, Валерий Петрович
Вале́рий Петро́вич Косарчу́к (рум. Valeriu Cosarciuc; род. 24 ноября 1955, с. Клокушна, Окницкий район, Молдавская ССР, СССР) — молдавский политический деятель. Министр сельского хозяйства и пищевой промышленности Республики Молдова (2009—2010). Сопредседатель Народной партии Республики Молдова (с 2012-го).

## Биография
Родился 24 ноября 1955 года в селе Клокушна Окницкий район Молдавской ССР. Обучался в 1972—1977 годах в Кишинёвском политехнический институт (ныне Технический Университет Молдовы), получив диплом инженера, специализирующихся на технологии машиностроения, станков и инструментов.
После окончания учёбы был принят на работу в 1977 году, ASP «Микропровод», как инженер-технолог. С 1980 года Косарчук был переведён главным технологии в группе «Moldselmaş» в Бельцах, выдвигается в 1986 году на должность старшего техника. Между 1989—1995 годами он занимал должность директора завода «Агротех» в «Moldselmaş» и в 1995 году был избран Председателем Правления АО «Moldagrotehnica», где повысил эффективность финансово-хозяйственной деятельности и развития компании. За это время Валерий Косарчук учился в Российской экономической академии имени Г. В. Плеханова (1990—1992).
Семейное положение: женат, имеет одного ребенка.
Указом Президента Республики Молдова № 4-V от 25 сентября 2009 года назначен на должность министра сельского хозяйства и пищевой промышленности Республики Молдова.

### Образование
- 1972—1977 гг. — Политехнический институт Кишинэу, специальность «механика».
- 1990—1992 гг. — Академия национальной экономики, г. Москва, специальность «менеджмент предприятия».
- 1997—1999 гг. — обучение в рамках программы «МАRSHALL PLAN».

### Профессиональная деятельность
- 1977—1980 гг. — НПО «Microprovod», г. Кишинэу, инженер-технолог.
- 1980—1986 гг. — ПО «Moldselimaş», г. Бэлць, начальник технологической группы.
- 1986—1989 гг. — ПО «Moldselimaş» г. Бэлць, главный технолог.
- 1989—1995 гг. — ПО «Moldselimaş», г. Бэлць, директор завода «Agroteh».
- 1995—1999 гг. — АО «Moldagrotehnica», председатель Административ-ного совета.
- 1999—2001 гг. — заместитель премьер-министра Республики Молдова.
- 2001—2005 гг. — депутат Парламента Республики Молдова.
- 2005—2009 гг. — депутат Парламента Республики Молдова.
- 2009—2010 гг. — министр сельского хозяйства и пищевой промышленности Республики Молдова.